# 石秋草
石秋草（2001年8月13日—），越南模特和选美冠军。她在2022年越南民族小姐中获得第二名，随后担任2022年越南地球小姐。她代表越南参加2022年地球小姐选美比赛并进入前20名。
石秋草是越南少数民族下高棉人，在茶荣市出生和长大。她现时就读于南芹苴大学。